# ميكانيك فالس (مين)
ميكانيك فالس (بالإنجليزية: Mechanic Falls, Maine)‏ هي بلدة أمريكية تقع في الولايات المتحدة في مقاطعة أندروسكوجين. يقدر عدد سكانها بـ 3,031 نسمة ومساحتها 28.90 كم2 وترتفع عن سطح البحر 66 متر.

## التركيبة السكانية
قام مكتب تعداد الولايات المتحدة بتحديد بيانات التركيبة السكانية لميكانيك فالس في تعداد الولايات المتحدة. في ما يلي، التركيبة السكانية حسب تعدادي 2000 و2010.

### تعداد عام 2000
بلغ عدد سكان ميكانيك فالس 3,138 نسمة بحسب تعداد عام 2000، وبلغ عدد الأسر 1,163 أسرة وعدد العائلات 840 عائلة مقيمة في البلدة. في حين سجلت الكثافة السكانية 282.2 نسمة لكل ميل مربع (109.0/كم2). وبلغ عدد الوحدات السكنية 1,242 وحدة بمتوسط كثافة قدره 111.7 نسمة لكل ميل مربع (43.1/كم2).
وتوزع التركيب العرقي للبلدة بنسبة 97.26% من البيض و 0.64% من الأمريكيين الأصليين و 0.61% من الأمريكيين ذوي الأصول الآسيوية و 0.03% من سكان جزر المحيط الهادئ و 0.51% من الأمريكيين الأفارقة و 0.89% من عرقين مختلطين أو أكثر.
بلغ عدد الأسر 1,163 أسرة كانت نسبة 35.6% منها لديها أطفال تحت سن الثامنة عشر تعيش معهم، وبلغت نسبة الأزواج القاطنين مع بعضهم البعض 55.0% من أصل المجموع الكلي للأسر، ونسبة 12.2% من الأسر كان لديها معيلات من الإناث دون وجود شريك، وكانت نسبة 27.7% من غير العائلات. تألفت نسبة 21.4% من أصل جميع الأسر من أفراد ونسبة 9.4% كانوا يعيش معهم شخص وحيد يبلغ من العمر 65 عاماً فما فوق. وبلغ متوسط حجم الأسرة المعيشية 3.06، أما متوسط حجم العائلات فبلغ 2.67.
بلغ العمر الوسطي للسكان 36 عاماً. وكانت نسبة 27.1% من القاطنين تحت سن الثامنة عشر، وكانت نسبة 7.6% بين الثامنة عشر والأربعة وعشرون عاماً، ونسبة 31.1% كانت واقعةً في الفئة العمرية ما بين الخامسة والعشرون حتى والأربعة وأربعون عاماً، ونسبة 22.9% كانت ما بين الخامسة والأربعون حتى الرابعة والستون، ونسبة 11.3% كانت ضمن فئة الخامسة والستون عاماً فما فوق. يوجد لكل 100 أنثى 95.3 ذكر، ويوجد لكل 100 أنثى في الثامنة عشر من عمرها فما فوق 92.8 ذكر.
بلغ متوسط دخل الأسرة في البلدة 34,864 دولار، أما متوسط دخل العائلة فبلغ 41,188 دولار. وكان متوسط دخل الذكور 30,479 دولار مقابل 22,391 دولار للإناث. وسجل دخل الفرد الخاص بالبلدة 15,383 دولار. وكانت نسبة 10.4% من العائلات ونسبة 13.8% من السكان تحت خط الفقر، وكان من هؤلاء نسبة 18.0% تحت سن الثامنة عشر ونسبة 18.7% في الخامسة والستين من العمر وما فوق.

## معرض صور

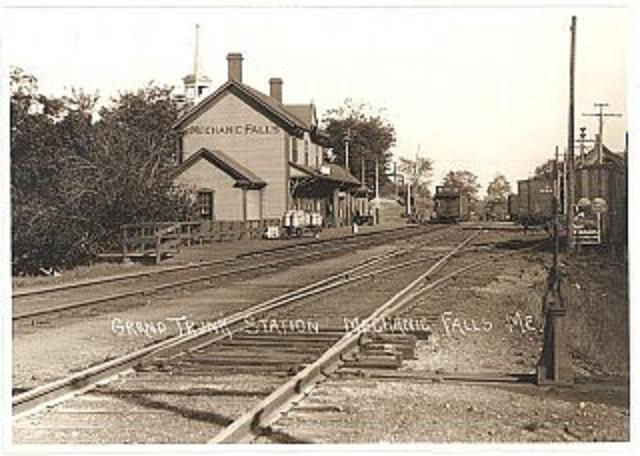
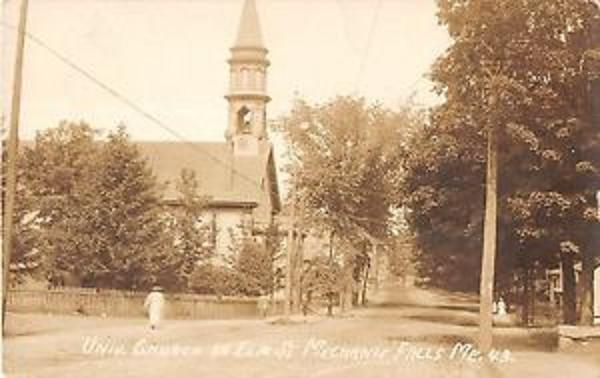
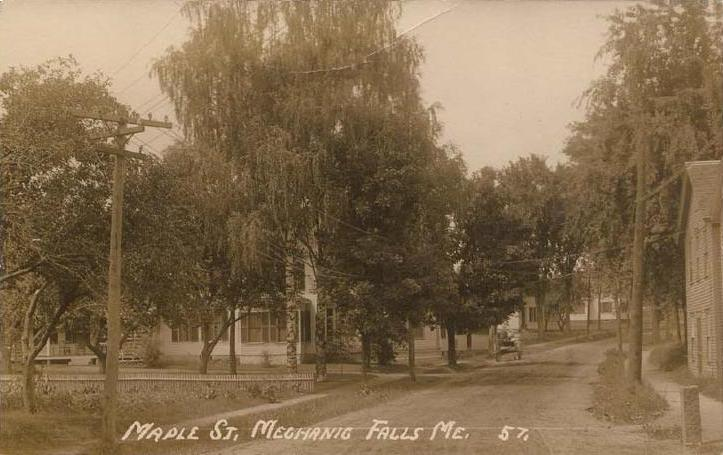
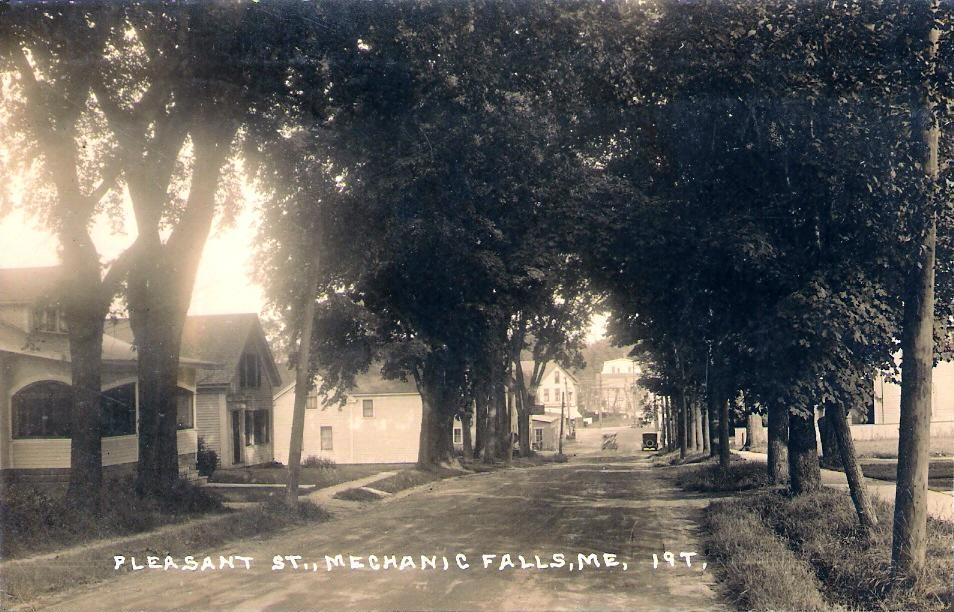
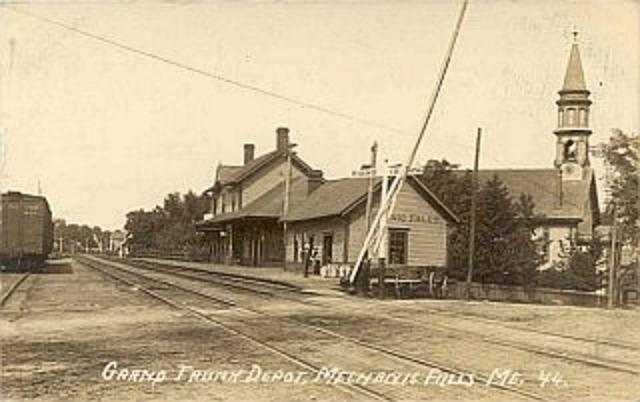
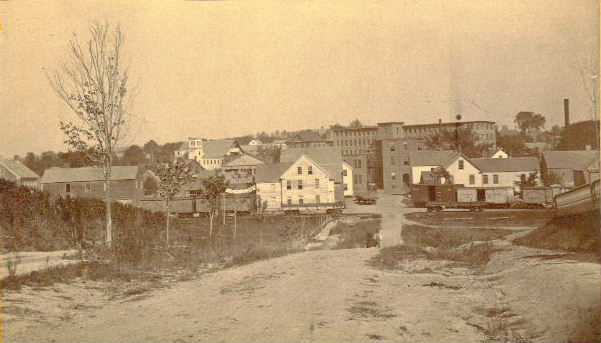

### تعداد عام 2010
بلغ عدد سكان ميكانيك فالس 3,031 نسمة بحسب تعداد عام 2010، وبلغ عدد الأسر 1,206 أسرة وعدد العائلات 811 عائلة مقيمة في البلدة. في حين سجلت الكثافة السكانية 275.5 نسمة لكل ميل مربع (106.4/كم2). وبلغ عدد الوحدات السكنية 1,299 وحدة بمتوسط كثافة قدره 118.1 لكل ميل مربع (45.6/كم2).
وتوزع التركيب العرقي للبلدة بنسبة 96.7% من البيض و 0.5% من الأمريكيين الأصليين و 0.3% من الأمريكيين ذوي الأصول الآسيوية و 0.3% من الأمريكيين الأفارقة و 1.9% من عرقين مختلطين أو أكثر.
بلغ عدد الأسر 1,206 أسرة كانت نسبة 34.7% منها لديها أطفال تحت سن الثامنة عشر تعيش معهم، وبلغت نسبة الأزواج القاطنين مع بعضهم البعض 48.8% من أصل المجموع الكلي للأسر، ونسبة 12.9% من الأسر كان لديها معيلات من الإناث دون وجود شريك، بينما كانت نسبة 5.6% من الأسر لديها معيلون من الذكور دون وجود شريكة وكانت نسبة 32.8% من غير العائلات. تألفت نسبة 24.7% من أصل جميع الأسر من أفراد ونسبة 10.3% كانوا يعيش معهم شخص وحيد يبلغ من العمر 65 عاماً فما فوق. وبلغ متوسط حجم الأسرة المعيشية 2.96، أما متوسط حجم العائلات فبلغ 2.50.
بلغ العمر الوسطي للسكان 39.8 عاماً. وكانت نسبة 24.2% من القاطنين تحت سن الثامنة عشر، وكانت نسبة 7.5% بين الثامنة عشر والأربعة وعشرون عاماً، ونسبة 25.8% كانت واقعةً في الفئة العمرية ما بين الخامسة والعشرون حتى والأربعة وأربعون عاماً، ونسبة 29.7% كانت ما بين الخامسة والأربعون حتى الرابعة والستون، ونسبة 12.8% كانت ضمن فئة الخامسة والستون عاماً فما فوق. وتوزع التركيب الجنسي للسكان بنسبة 49.0% ذكور و51.0% إناث.